# Opalina
Opalina (česky někdy opalinka) je rod prvoků řazených mezi opalinky (Opalinata), tedy Stramenopila. Jeho tělo se skládá z jediné, ale mnohojaderné podlouhlé buňky, která je stejnoměrně pokryta řadami brv. Může připomínat nálevníky, ale jádra jsou stejnocenná (žádný dualismus). Žije v Asii a v Severní Americe, parazituje v kloakách obojživelníků, zejména u žab (vzácně i u ocasatých, plazů a dokonce u jednoho mlže). Je známo vícero druhů, například Opalina ranarum (opalinka žabí), O. obtrigonoidea, O. duquesnei a O. elongata.